# 야스카와 유
야스카와 유(일본어: 安川 有, 1988년 5월 24일~)는 일본의 축구 선수이다.

## 구단 경력
그는 2011년부터 2018년까지 J리그의 오이타 트리니타, 마쓰모토 야마가 FC에서 활동하였다.